# Homburger Bank
Die Landgräflich Hessische concessionierte Landesbank in Homburg, kurz Homburger Bank, war eine Privatnotenbank in der Landgrafschaft Hessen-Homburg mit Sitz in Homburg vor der Höhe.

## Vorgeschichte
1849 wurde in Hessen-Homburg die Ausgabe von Banknoten diskutiert, dieser Plan aber nicht umgesetzt. Staatsminister Christian Bansa schickte am 12. Oktober 1849 ein „Promemoria über das Projekt der Ausgabe eines Papiergeldes…“ an die 3. Deputation der landgräflichen Landesverwaltung (Finanz- und Kameralverwaltung). Die Mehrheit der fünf Mitglieder der Schuldentilgungskommission sprach sich aber gegen das Vorhaben aus. Gründe waren vor allem die Sorge um die Annahme der Noten. Um eine Annahmegarantie durch eine renommierte Bank zu erreichen, hatte die landgräfliche Regierung bei Amschel Mayer von Rothschild vorgefragt. Rothschild & Söhne waren jedoch nur gegen eine Verpfändung des landgräflichen Tafelsilbers hierzu bereit. Der landgräfliche Oberrat Johann Wilhelm Zurbuch lehnte dies ab (ein Teil des Tafelsilber musste 1849 und 1850 zur Schließung von Haushaltslöchern dennoch verkauft werden). Regierungsdirektor Ludwig Karl Wilhelm Henrich wies ergänzend darauf hin, dass ohne eine Annahmegarantie der Umlauf auf die Landgrafschaft selbst beschränkt wäre und dies aufgrund der geringen Größe nur für ein geringes Volumen sorgen würde.

## Homburger Bank
Mit Dekret vom 12. Dezember 1854 konzessionierte Landgraf Ferdinand den Frankfurter Bankier Raphael Erlanger mit der Gründung einer Notenbank in Homburg. Erlanger übernahm vom Landgrafen die seit dem 12. Oktober 1844 bestehende Pfand- und Leihanstalt, die mit den Spielern der Spielbank Bad Homburg eine attraktive Kundschaft besaß.
Das Unternehmen wurde mit einem Kapital von 1 Million Gulden ausgestattet und nahm am 1. Januar 1855 seinen Betrieb im Gebäude Louisenstrasse 30 in Homburg auf. Das Bankhaus verfügte über das Recht Banknoten bis zu der Höhe des eingezahlten Kapitals auszugeben. Eine Deckung in Bar war lediglich für ein Viertel der Summe der ausgegebenen Noten notwendig. Diese Bedingungen waren verglichen mit denen der anderen Notenbanken sehr großzügig. Der Druck der Banknoten erfolgte bei der Druckerei Naumann in Frankfurt am Main.
Ende 1857 war ein Kapital von 517.400 Gulden eingezahlt. Der Banknotenumlauf betrug jedoch lediglich 102.900 Gulden und sank in den Folgejahren. Ende Januar 1860 waren nur noch Banknoten für 64.000 Gulden im Umlauf. Nachdem Hessen-Homburg 1866 an Preußen gefallen war, konnte der Banknotenabsatz deutlich gesteigert werden. 1872 verfügte die Bank über ein voll eingezahltes Kapital von 1 Million Goldmark und einen Banknotenumlauf von 500.000 Mark.
Mit dem Reichsbankgesetz von 1875 war die Bank gezwungen, auf das Notenbankprivileg zu verzichten (dessen Konzession noch bis 1906 gelaufen wäre). Am 24. April 1876 gab sie das Recht endgültig auf. Sie wurde als Geschäftsbank und Tochtergesellschaft des Frankfurter Bankhauses Erlanger & Söhne weitergeführt. 1904 verkaufte Wilhelm Hermann Carl von Erlanger das Bankhaus Erlanger & Söhne an die Dresdner Bank. Im Jahr 1929 wurde die Homburger Bank auf die Muttergesellschaft Dresdner Bank verschmolzen.